# مستور سليمان حمادي
مستور سليمان حمادي هو شاعر يمني. ولد عام 1898 في مدينة سيئون في محافظة حضرموت. بدأ كتابة الشعر العامي عام 1909. اجاد كذلك الغناء والتلحين، وأجاد أيضاً العزف على آلة الناي وكان يستخدمها لتلحين وغناء قصائده. هاجر إلى شرق أفريقيا ولم يطل غربته فعاد إلى حضرموت واستمر في عمله الغنائي.